# OK細胞
OK（Opossum Kidney Cells）是有袋目動物細胞系，常在醫學研究中用於模擬腎臟的近端小管上皮細胞。

## 特徵
該細胞系最初分離自一名成年雌性北美負鼠（Didelphis virginiana）的腎臟 ，其像豬LLC-PK1細胞一樣，缺乏對近端小管特異的幾種酶。儘管如此，OK細胞目前被廣泛用於研究甲狀旁腺激素1受體（PTH1R）與鈉氫交換調節因子1（NHERF1）之間的相互作用 。

## 科研用途
OK細胞最初被認為是X染色體的來源，可以應用於X染色體去活化的研究。由於它們具有產生和降解多巴胺的能力，它們還被用作研究腎臟多巴胺能生理學 （dopaminergic physiology）的模型。

## 外部連結
- Cellosaurus entry for OK（页面存档备份，存于）